# Avenida Alcalde Fernando Castillo Velasco
La avenida Alcalde Fernando Castillo Velasco, antiguamente conocida como avenida Larraín, es una arteria vial de la comuna de La Reina en Santiago de Chile que se extiende desde el canal San Carlos hacia el oriente (es decir, después del cruce con la avenida Tobalaba) hasta el parque Mahuida. Tiene una extensión aproximada de 4 km en dirección oriente-poniente.
Conocida anteriormente como avenida Larraín (nombre que conserva al poniente), su nombre recuerda a Fernando Castillo Velasco, quien fuera alcalde de esta comuna, intendente de Santiago, reconocido arquitecto y premio nacional de Arquitectura en 1983. El cambio de nombre entró en vigencia el 19 de julio de 2014 de acuerdo con el decreto alcaldicio n.º 1448 de la Municipalidad de La Reina.

## Características
La avenida nace en la precordillera andina y termina en la avenida Tobalaba, donde pasa a llamarse Larraín. Es la calle más empinada de Santiago, con un ángulo estimado de 33º, debido principalmente a su empalme hacia la cordillera.
En ella se encuentran el parque Mahuida (n.º11095), la Municipalidad de La Reina (n.º 9925), el Hospital Militar de Santiago (n.º 9100) y el aeródromo Tobalaba (n.º 7491), que oficialmente lleva el nombre Eulogio Sánchez Errázuriz (1903-1956) en homenaje a este pionero de la aviación civil. En el n.º 7376 está situada la parroquia y santuario católico de Santa Rita de Casia, que alberga una reliquia de primer grado de la popular santa italiana. 
Algunas calles importantes que atraviesa son (de oriente a poniente): Las Perdices, Valenzuela Llanos - Diputada Laura Rodríguez, Carlos Ossandon – Jorge Alesandri, Vicente Pérez Rosales – Pepe Vila. Finaliza en Tobalaba, desde donde continúa con su nombre original, avenida Larraín.